# Mariner 5
Mariner 5 je bila vesoljska sonda v Nasinem medplanetarnem vesoljskem Programu Mariner, ki naj bi jo poslali proti Marsu, vendar so jo izboljšali in prilagodili za polet proti Veneri. 14. junija 1967 je sonda iz Cape Kennedya poletela proti Veneri; 19. oktobra 1967 je prišla do nje in jo, podobno kot pred njo Mariner 2 vendar z veliko bolj izpopolnjeno tehnologijo preučevala.